# BMC Racing Team/Saison 2017
Diese Liste beschreibt die Mannschaft und die Erfolge des Radsportteams BMC Racing Team in der Saison 2017.

## Erfolge in der UCI WorldTour
In der Saison 2017 gelangen dem Team nachstehende Erfolge in der UCI WorldTour.
| Datum                | Rennen                                | Sieger             |
| -------------------- | ------------------------------------- | ------------------ |
| 18. Januar           | 2. Etappe Tour Down Under             | Richie Porte       |
| 21. Januar           | 5. Etappe Tour Down Under             | Richie Porte       |
| 17.–22. Januar       | Gesamtwertung Tour Down Under         | Richie Porte       |
| 25. Februar          | Omloop Het Nieuwsblad                 | Greg Van Avermaet  |
| 8. März              | 1. Etappe Tirreno-Adriatico (MZF)     | BMC Racing Team    |
| 11. März             | 7. Etappe Paris-Nizza                 | Richie Porte       |
| 14. März             | 7. Etappe Tirreno-Adriatico (EZF)     | Rohan Dennis       |
| 21. März             | 2. Etappe Katalonien-Rundfahrt (MZF)  | BMC Racing Team    |
| 24. März             | E3 Harelbeke                          | Greg Van Avermaet  |
| 26. März             | Gent-Wevelgem                         | Greg Van Avermaet  |
| 9. April             | Paris-Roubaix                         | Greg Van Avermaet  |
| 27. April            | 2. Etappe Tour de Romandie            | Stefan Küng        |
| 25.–30. April        | Gesamtwertung Tour de Romandie        | Richie Porte       |
| 11. Mai              | 6. Etappe Giro d’Italia               | Silvan Dillier     |
| 25. Mai              | 18. Etappe Giro d’Italia              | Tejay van Garderen |
| 7. Juni              | 4. Etappe Critérium du Dauphiné (EZF) | Richie Porte       |
| 10. Juni             | 1. Etappe Tour de Suisse (EZF)        | Rohan Dennis       |
| 18. Juni             | 9. Etappe Tour de Suisse (EZF)        | Rohan Dennis       |
| 31. Juli             | 3. Etappe Polen-Rundfahrt             | Dylan Teuns        |
| 29. Juli – 4. August | Gesamtwertung Polen-Rundfahrt         | Dylan Teuns        |
| 8. August            | 2. Etappe BinckBank Tour (EZF)        | Stefan Küng        |
| 19. August           | 1. Etappe Vuelta a España (MZF)       | BMC Racing Team    |

## Erfolge in der UCI America Tour
In der Saison 2017 gelangen dem Team nachstehende Erfolge in der UCI America Tour.
| Datum          | Rennen                         | Kat. | Sieger           |
| -------------- | ------------------------------ | ---- | ---------------- |
| 1. August      | 2. Etappe Tour of Utah         | 2.HC | Brent Bookwalter |
| 10.–13. August | Gesamtwertung Colorado Classic | 2.HC | Manuel Senni     |

## Erfolge in der UCI Asia Tour
In der Saison 2017 gelangen dem Team nachstehende Erfolge in der UCI Asia Tour.
| Datum           | Rennen                       | Kat. | Sieger      |
| --------------- | ---------------------------- | ---- | ----------- |
| 15. Februar     | 2. Etappe Oman-Rundfahrt     | 2.HC | Ben Hermans |
| 18. Februar     | 5. Etappe Oman-Rundfahrt     | 2.HC | Ben Hermans |
| 14.–19. Februar | Gesamtwertung Oman-Rundfahrt | 2.HC | Ben Hermans |

## Erfolge in der UCI Europe Tour
In der Saison 2017 gelangen dem Team nachstehende Erfolge in der UCI Europe Tour.
| Datum             | Rennen                              | Kat. | Sieger            |
| ----------------- | ----------------------------------- | ---- | ----------------- |
| 1. Februar        | 1. Etappe Valencia-Rundfahrt (MZF)  | 2.1  | BMC Racing Team   |
| 21.–23. Februar   | Gesamtwertung Tour La Provence      | 2.1  | Rohan Dennis      |
| 18. April         | 2. Etappe Tour of the Alps          | 2.HC | Rohan Dennis      |
| 1. Juni           | 1. Etappe Luxemburg-Rundfahrt       | 2.HC | Jempy Drucker     |
| 2. Juni           | 2. Etappe Luxemburg-Rundfahrt       | 2.HC | Greg Van Avermaet |
| 4. Juni           | 4. Etappe Luxemburg-Rundfahrt       | 2.HC | Greg Van Avermaet |
| 31. Mai – 4. Juni | Gesamtwertung Luxemburg-Rundfahrt   | 2.HC | Greg Van Avermaet |
| 15.–18. Juni      | Gesamtwertung Route du Sud          | 2.1  | Silvan Dillier    |
| 24. Juli          | 3. Etappe Tour de Wallonie          | 2.HC | Dylan Teuns       |
| 25. Juli          | 4. Etappe Tour de Wallonie          | 2.HC | Jempy Drucker     |
| 26. Juli          | 5. Etappe Tour de Wallonie          | 2.HC | Dylan Teuns       |
| 22.–26. Juli      | Gesamtwertung Tour de Wallonie      | 2.HC | Dylan Teuns       |
| 10. August        | 1. Etappe Arctic Race of Norway     | 2.HC | Dylan Teuns       |
| 13. August        | 4. Etappe Arctic Race of Norway     | 2.HC | Dylan Teuns       |
| 10.–13. August    | Gesamtwertung Arctic Race of Norway | 2.HC | Dylan Teuns       |

## Erfolge in den Nationalen Straßen-Radsportmeisterschaften
In den Rennen der Nationalen Straßen-Radsportmeisterschaften 2017 konnte das Team nachstehende Titel erringen.
| Datum     | Rennen                                            | Sieger         |
| --------- | ------------------------------------------------- | -------------- |
| 5. Januar | Australische Meisterschaft – Einzelzeitfahren     | Rohan Dennis   |
| 8. Januar | Australische Meisterschaft – Straßenrennen        | Miles Scotson  |
| 21. Juni  | Luxemburger Meisterschaft – Einzelzeitfahren      | Jempy Drucker  |
| 22. Juni  | Schweizer Meisterschaft – Einzelzeitfahren        | Stefan Küng    |
| 24. Juni  | US-amerikanische Meisterschaft – Einzelzeitfahren | Joey Rosskopf  |
| 25. Juni  | Schweizer Meisterschaft – Straßenrennen           | Silvan Dillier |

## Zugänge – Abgänge
| Zugänge                | Team 2016            | Abgänge          | Team 2017                                   |
| ---------------------- | -------------------- | ---------------- | ------------------------------------------- |
| Martin Elmiger         | IAM Cycling          | Darwin Atapuma   | UAE Team Emirates                           |
| Kilian Frankiny        | BMC Development Team | Marcus Burghardt | Bora-hansgrohe                              |
| Nicolas Roche          | Team Sky             | Philippe Gilbert | Quick-Step Floors                           |
| Miles Scotson          | Illuminate           | Taylor Phinney   | Cannondale Drapac Professional Cycling Team |
| Francisco José Ventoso | Movistar Team        | Peter Velits     | Karriereende                                |
|                        |                      | Rick Zabel       | Team Katusha Alpecin                        |

## Mannschaft
| Teamkader 2017                               | Teamkader 2017     | Teamkader 2017     | Teamkader 2017                         |
| Name                                         | Geburtsdatum       | Land               | Vorheriges Team                        |
| -------------------------------------------- | ------------------ | ------------------ | -------------------------------------- |
| Tom Bohli                                    | 17. Januar 1994    | Schweiz            | BMC Development (2015)                 |
| Brent Bookwalter                             | 16. Februar 1984   | Vereinigte Staaten | VMG Racing (2007)                      |
| Damiano Caruso                               | 12. Oktober 1987   | Italien            | Cannondale (2014)                      |
| Alessandro De Marchi                         | 19. Mai 1986       | Italien            | Cannondale (2014)                      |
| Rohan Dennis                                 | 28. Mai 1990       | Australien         | Garmin-Sharp (2014)                    |
| Silvan Dillier                               | 3. August 1990     | Schweiz            | BMC Development (2013)                 |
| Jempy Drucker                                | 3. September 1986  | Luxemburg          | Wanty-Groupe Gobert (2014)             |
| Martin Elmiger                               | 23. September 1978 | Schweiz            | IAM Cycling (2016)                     |
| Kilian Frankiny                              | 26. Januar 1994    | Schweiz            | BMC Development (2016)                 |
| Floris Gerts                                 | 3. Mai 1992        | Niederlande        | BMC Development (2015)                 |
| Ben Hermans                                  | 8. Juni 1986       | Belgien            | RadioShack-Leopard (2013)              |
| Stefan Küng                                  | 16. November 1993  | Schweiz            | BMC Development (2014)                 |
| Amaël Moinard                                | 2. Februar 1982    | Frankreich         | Cofidis, le Crédit en Ligne (2010)     |
| Daniel Oss                                   | 13. Januar 1987    | Italien            | Liquigas-Cannondale (2012)             |
| Richie Porte                                 | 30. Januar 1985    | Australien         | Team Sky (2015)                        |
| Manuel Quinziato                             | 30. Oktober 1979   | Italien            | Liquigas-Doimo (2010)                  |
| Nicolas Roche                                | 3. Juli 1984       | Irland             | Team Sky (2016)                        |
| Joey Rosskopf                                | 5. September 1989  | Vereinigte Staaten | Hincapie Sportswear Development (2014) |
| Samuel Sánchez (19. Feb.–5. Okt., Anm.)      | 5. Februar 1978    | Spanien            | Euskaltel Euskadi (2013)               |
| Michael Schär                                | 29. September 1986 | Schweiz            | Astana (2009)                          |
| Miles Scotson                                | 18. Januar 1994    | Australien         | Illuminate (2016)                      |
| Manuel Senni                                 | 11. März 1992      | Italien            | Colpack (2014)                         |
| Dylan Teuns                                  | 1. März 1992       | Belgien            | BMC Development (2014)                 |
| Greg Van Avermaet                            | 17. Mai 1985       | Belgien            | Omega Pharma-Lotto (2010)              |
| Tejay van Garderen                           | 12. August 1988    | Vereinigte Staaten | HTC-Highroad (2011)                    |
| Francisco José Ventoso                       | 6. Mai 1982        | Spanien            | Movistar Team (2016)                   |
| Loïc Vliegen                                 | 20. Dezember 1993  | Belgien            | BMC Development (2015)                 |
| Danilo Wyss                                  | 26. August 1985    | Schweiz            | Atlas-Romer's Hausbäckerei (2007)      |
| Nathan Van Hooydonck (15. Mai–31. Dez.)      | 12. Oktober 1995   | Belgien            | BMC Development (2017)                 |
| Patrick Müller (1. Aug.–31. Dez., Stagiaire) | 18. April 1996     | Schweiz            | BMC Development (2017)                 |
| Bram Welten (1. Aug.–31. Dez., Stagiaire)    | 29. März 1997      | Niederlande        | BMC Development (2017)                 |
|                                              |                    |                    |                                        |
| Quellen: ProCyclingStats Cycling Quotient    |                    |                    |                                        |

Anmerkung: Samuel Sánchez, entlassen wegen Doping